# San Miguel de la Ribera (kommunhuvudort)
San Miguel de la Ribera är en kommunhuvudort i Spanien.   Den ligger i provinsen Provincia de Zamora och regionen Kastilien och Leon, i den centrala delen av landet, 190 km nordväst om huvudstaden Madrid. San Miguel de la Ribera ligger 765 meter över havet och antalet invånare är 371.
Terrängen runt San Miguel de la Ribera är platt. Runt San Miguel de la Ribera är det glesbefolkat, med 14 invånare per kvadratkilometer. Närmaste större samhälle är Fuentesaúco, 13,2 km sydost om San Miguel de la Ribera. Trakten runt San Miguel de la Ribera består till största delen av jordbruksmark.